# Struktura gleby
Struktura gleby – stan zagregowania (przestrzennego powiązania) cząstek elementarnych fazy stałej gleby. Uwzględnia ona kształt, wielkość, trwałość, sposób wewnętrznego powiązania i układ przestrzenny oddzielnych fragmentów tworzywa glebowego dominujące w danej glebie albo poziomie glebowym. Innymi słowy jest to stan fizyczny budowy wewnętrznej gleby określany wielkością, kształtem, układem i zespoleniem poszczególnych cząstek lub agregatów mineralnej i organicznej części gleby. 
Według prostszej, dawniejszej definicji strukturą gleby nazywano taki jej stan, w którym występuje agregacja (zgruźlenie, łączenie) poszczególnych ziarn gleby we wtórne jednostki złożone – agregaty, o różnej wielkości i kształcie. 
Pod określeniem „struktura gleby” rozumie się zwykle makrostrukturę gleby – widoczną w terenie gołym okiem strukturę, i o niej jest podana większość informacji w tym artykule, jak i poniższa klasyfikacja struktur glebowych.

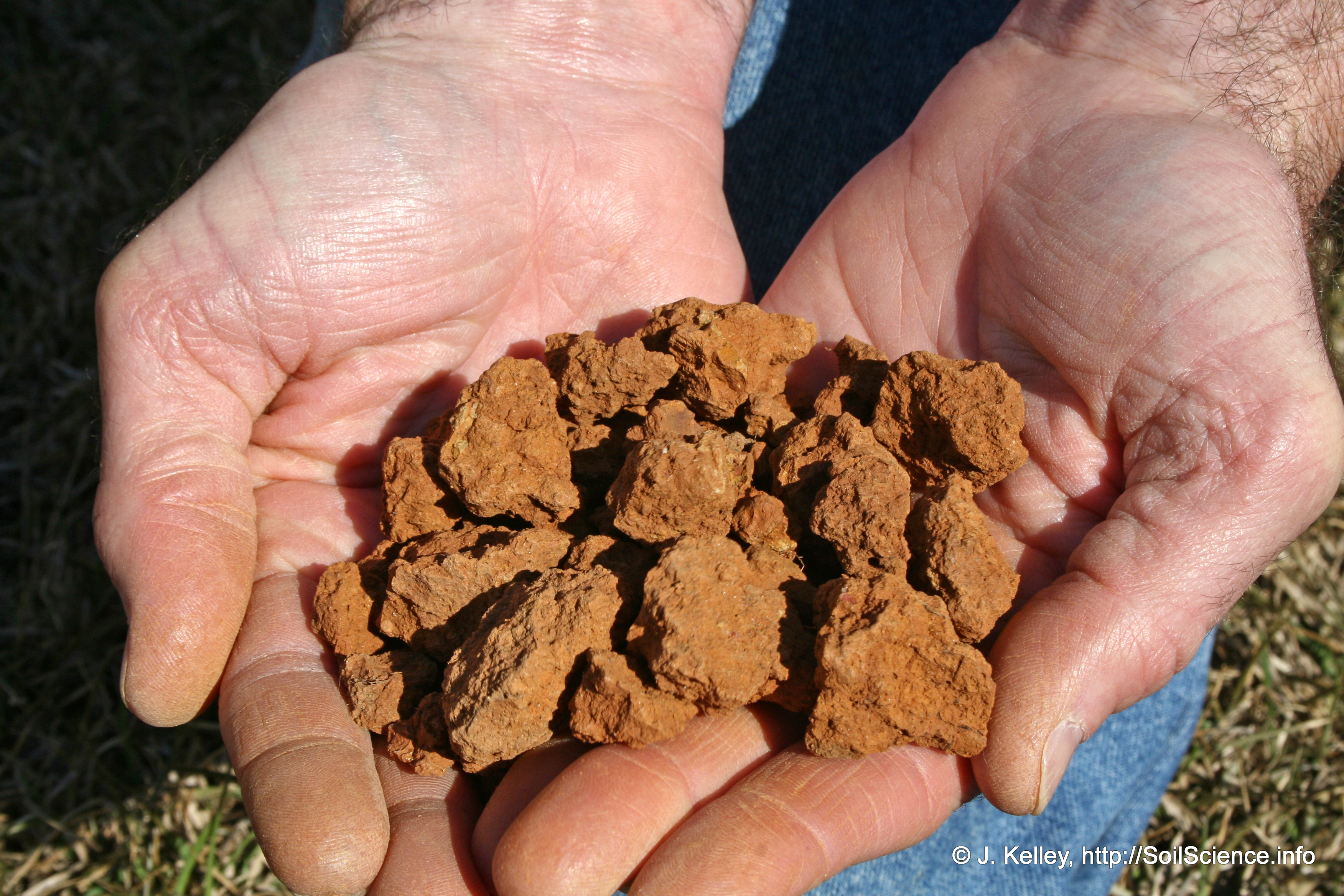
Agregaty glebowe

## Powstawanie i znaczenie struktury gleby
Tworzenie się naturalnej struktury gleby jest wieloczynnikowym procesem, zależnym od składu skały macierzystej, działających procesów glebotwórczych, klimatu i sposobu tworzenia się minerałów ilastych i próchnicy. Proces ten wciąż nie jest dostatecznie zbadany i wyjaśniony.
Struktura gleby jest stosunkowo zmienną cechą gleb, zarówno w przestrzeni (wertykalnie i horyzontalnie), jak i w czasie. Szczególnie podatna na zmiany jest struktura warstwy przypowierzchniowej (np. ornej) pod wpływem czynników naturalnych (głównie klimatycznych) lub antropogenicznych (agrotechnicznych, zanieczyszczenia, specjalistycznych zabiegów strukturotwórczych).
Ze względu na genezę struktury dzielimy na:
- Naturalne – kształtowane naturalnie przez klimat i florę i faunę glebową. Występują pod zbiorowiskami roślinności naturalnej.
- Agrotechniczne – kształtowane przez zabiegi agrotechniczne, płodozmian oraz nawożenie.
- Stabilizowane – kształtowane przez specjalistyczne działania strukturotwórcze, takie jak dodawanie iłu lub gliny do lekkich gleb, dodawanie organicznych lub mineralnych odpadów, albo naturalnych lub syntetycznych środków mających wpłynąć na zmianę struktury.

Typ struktury glebowej jest jedną z ważnych cech w systematyce gleb.
Odróżnienie pedogenicznej struktury glebowej od pierwotnej struktury materiału macierzystego ma istotne znaczenie w identyfikacji niektórych poziomów w profilu glebowym oraz w określeniu głębokości procesu glebotwórczego. W strukturze skały macierzystej częściej można zaobserwować stratyfikację oraz ułożenie wietrzejących odłamków minerałów w takiej pozycji jak występowały naturalnie w skale.
Struktura gleby, wraz z jej innymi właściwościami, ma kluczowe znaczenie dla jej właściwości reologicznych, takich jak sprężystość, lepkość i plastyczność.  
Dla życia większości roślin najkorzystniejsza jest trwała struktura gruzełkowa lub koprolitowa. Oprócz łatwości do penetracji przez korzenie roślin i drobną faunę glebową zapewnia ona optymalne warunki powietrzno-wodne (dostęp do powietrza nawet przy wypełnieniu wszystkich przestrzeni kapilarnych wodą). Powstaniu jej sprzyja odpowiednia ilość koloidów mineralnych i organicznych oraz wielowartościowych kationów (jak Ca2+ i Mg2+) do ich koagulacji, a także działalność drobnej fauny glebowej.

## Typy struktur glebowych
Typ struktury glebowej jest to taka jej cecha, która opisuje kształt i sposób ułożenia elementów strukturalnych (ziaren, agregatów) w masie glebowej. 
6-te wydanie systematyki gleb Polski (2019) w większości wydziela typy struktur używane już dużo wcześniej, wprowadzając niewiele nowych elementów. Typy struktur dzielą się na: struktury nieagregatowe – nie posiadające agregatów (rozdzielnoziarnista, masywne); sferoidalne – agregaty kuliste (sferoidalne; gruzełkowa, koprolitowa i ziarnista); foremnowielościenne (blokowe) – foremne wielościany o podobnych wszystkich trzech wymiarach i przylegających do sąsiednich agregatów gładkich lub chropowatych ścianach (angularna, subangularna, bryłowa); wrzecionowate –oś pionowa znacznie dłuższa od osi poziomych (pryzmatyczna, słupowa); soczewkowe (soczewkowa); dyskoidalne –znacznie mniejsza oś pionowa w stosunku do poziomych, łupliwość w płaszczyźnie poziomej (płytkowa, skorupkowa); tkankowe – występują w materiałach organicznych (gąbczasta, włóknista, drzewna). Schemat klasyfikacji struktury jest oparty na klasyfikacji amerykańskiej.
Podana poniżej klasyfikacja typów struktur glebowych pochodzi z 6. wydania systematyki gleb Polski (2019), opisy poszerzone względem sgP.

### Struktura rozdzielnoziarnista
Ziarna glebowe występują oddzielnie i nie są złączone żadnym spoiwem (np. koloidami mineralnymi, próchnicą). Jest charakterystyczna dla gleb gruboziarnistych, zbudowanych ze żwirów lub piasków.
Symbol: r

### Struktura masywna
inaczej: spójna, zwarta. Gleba tworzy jednolitą masę bez trwałych pęknięć ani szczelin. Oprócz dwóch poniższych wyróżnia się również podtypy: spójna plastyczna – utwory ilaste stale wilgotne; spójna krucha – utwory pyłowe z bardzo małą ilością frakcji ilastej. SgP (2019) za masywną uważa też strukturę bryłową/pryzmatyczną o wielkości agregatów >30 cm, bez wewnętrznej struktury.
Symbol: m

### Struktura masywna scementowana
Cząstki glebowe są nieodwracalnie scementowane przez lokalną koncentrację cementujących związków chemicznych.  
Symbol: mc

### Struktura masywna amorficzna
Jednolita ciemna masa zbudowana w większości z substancji humusowych powstała przez całkowite rozłożenie torfów lub innych osadów organicznych. 

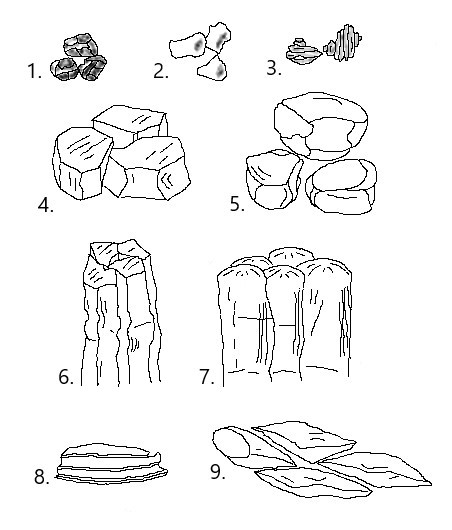
Struktura: 1. gruzełkowa; 2. ziarnista; 3. koprolitowa; 4. angularna; 5. subangularna; 6. pryzmatyczna; 7. kolumnowa; 8. płytkowa; 9. soczewkowa

Symbol: ma

### Struktura gruzełkowa
Agregatowa struktura sferoidalna o trwałych, porowatych, kulistych agregatach, zwykle o wielkości od 1 do 5 mm. Są one spajane przede wszystkim przez substancje humusowe, śluzy bakteryjne, minerały ilaste i koloidy mineralno-organiczne w znacznym stopniu wysycone kationami wapnia. Struktura typowa dla poziomu próchnicznego.
Symbol: gr

### Struktura koprolitowa
Agregaty o nieregularnych kształtach są to głównie ekskrementy dżdżownic, wazonkowców i innych bezkręgowców glebowych. Występują zwykle razem z agregatami gruzełkowymi i świadczą dużej aktywności biologicznej poziomu. 
Symbol: ko

### Struktura ziarnista
inaczej: kaszkowata, koksikowa. Agregatowa struktura sferoidalna o kulistych lub nieco graniastych, prawie nie porowatych agregatach. Powstaje wskutek fizycznej dezintegracji (wysuszanie–namakanie, zamarzanie–odmarzanie) drobnoziarnistego materiału mineralnego lub materiału organicznego (mursz, całkowicie zhumifikowany torf).
Symbol: zn

### Struktura angularna
inaczej: foremnowielościenna ostrokrawędzista. Agregaty mają kształt bloków o gładkich, przylegających do sąsiednich agregatów, powierzchniach i ostrych narożach i krawędziach. Powstaje w podpowierzchniowych poziomach gleb drobnoziarnistych (pyły ilaste, gliny średnie i ciężkie, iły pylaste). Ściany agregatów mogą być pokryte powłoczkami lub naciekami ilastymi, próchnicznymi lub węglanowymi (np. w poziomach iluwialnych gleb płowych).
Symbol: oa

### Struktura subangularna
inaczej: foremnowielościenna zaokrąglona. Agregaty mają gładkie, wypukłe lub wklęsłe powierzchnie oraz zaokrąglone naroża i krawędzie. Występuje często w podpowierzchniowych poziomach gleb drobno- i średnioziarnistych (gliny lekkie i średnie), często w poziomach brunatnienia, rzadziej w glebach płowych. Jest ona często efektem biogenicznego przekształcenia struktury angularnej, stąd w profilu może oznaczać głębokość intensywnego oddziaływania organizmów żywych. 
Symbol: os

### Struktura bryłowa
Sztucznie wytworzona struktura powstała poprzez orkę zbyt suchych, albo zbyt mokrych poziomów próchnicznych gleb ciężkich (drobnoziarnistych). Agregaty (bloki) są duże, zbite, nieregularne o szorstkich powierzchniach. Struktura bryłowa utrudnia siew nasion i wschód roślin. 
Symbol: br

### Struktura pryzmatyczna
Agregatowa struktura wrzecionowata o pionowo ułożonych agregatach o kształcie ostrokrawędzistych, wrzecionowatych graniastosłupów z płaskimi dolnymi i górnymi powierzchniami. Pionowe ściany są gładkie albo chropowate, czasami są pokryte powłokami ilastymi lub ilasto-próchnicznymi. Mogą mieć angularną wewnętrzną strukturę agregatów. Powstaje w glebach bardzo drobnoziarnistych przy ich głębokim wysychaniu i namakaniu. 
Symbol: pr

### Struktura słupowa
inaczej: kolumnowa. Agregatowa struktura wrzecionowata o pionowo ułożonych agregatach o kształcie wrzecionowatych graniastosłupów o częściowo zaokrąglonych krawędziach i zawsze zaokrąglonej górnej powierzchni agregatów (tzw. czapeczka). Powstaje ona poprzez peptyzacji minerałów ilastych przez kationy sodu. Jest ona charakterystyczna dla gleb słonych (kompleks sorpcyjny w znacznym stopniu wysycony kationami sodu).
Symbol: ps

### Struktura soczewkowa
inaczej klinowa. Agregaty o kształcie dużych, wydłużonych soczewek. W przekroju poprzecznym eliptyczne, w przekroju podłużnym obustronnie wyklinowują się od ostrym kątem. Kąt pod którym są ustawione osie dłuższe agregatów może być różny w różnych częściach warstwy i wynosi od 5° do 60°. Powierzchnia agregatów gładka, czasem błyszcząca wskutek ocierania się o sąsiednie agregaty (powierzchnie ślizgu, ang. slickensides). Jest to struktura typowa dla podpowierzchniowych ilastych poziomów wertik (zawierających pęczniejące minerały ilaste, naprzemiennie nasycone wodą i wysychające).
Symbol: so

### Struktura płytkowa
Agregatowa struktura dyskoidalna o agregatach rozbudowanych poziomo, łupliwości w płaszczyźnie poziomej i poziomym układzie prostych płytek (blaszek) oddzielonych od siebie małymi szczelinami. Mają szorstkie, rzadziej gładkie powierzchnie, niekiedy obleczone związkami żelaza lub kompleksami próchniczno-żelazowymi. W głębszych poziomach struktura zwykle ma charakter reliktowy, odzwierciedlający pierwotną stratyfikację materiału lub działanie lodu gruntowego (soczewkowego). W płytszych poziomach podpowierzchniowych (podornych) może być efektem przesychania gleby lub nacisku mechanicznego przez koła pojazdów.

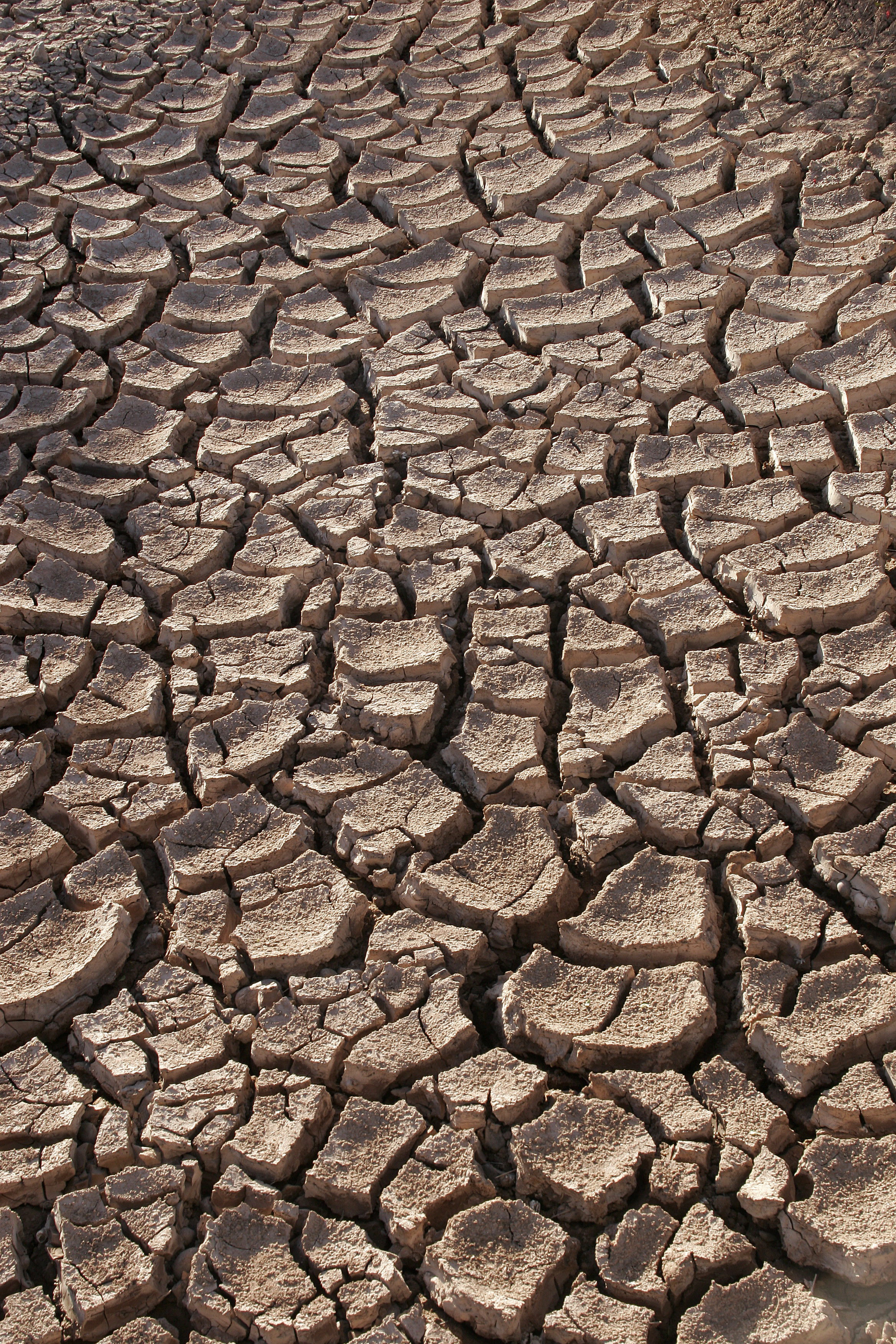
Struktura skorupkowa

Symbol: dp

### Struktura skorupkowa
Struktura dyskoidalna o poziomym układzie miseczkowato wklęsłych płytek o gładkiej górnej powierzchni i szorstkiej – dolnej. Powstaje ona na powierzchni w trakcie wysychania i nierównomiernego kurczenia się materiałów rytmicznie warstwowanych.
Symbol: ds

### Struktura gąbczasta
Struktura tkankowa występująca w materiałach organicznych – słabo rozłożonych torfach mszarnych i mechowiskowych (R<35%). Słabo rozłożone fragmenty mchów, pędów turzyc i innych roślin torfowiskowych z możliwą domieszką gałązek lub szyszek tworzą w stanie wilgotnym porowatą, elastyczną, gąbczastą masę, w stanie suchym przypominającą wojłok.
Symbol: tg

### Struktura włóknista
Struktura tkankowa występująca w materiałach organicznych – słabo i średnio rozłożonych torfach turzycowiskowych i szuwarowych (R<65%) o wyraźnie włóknistym charakterze. Przeważają drobne korzonki turzyc, kłącza i korzonki trzciny, czasem też skrzypu. Daje się już zauważyć amorficzne związki humusowe. Niekiedy jest domieszka kory lub gałązek drzew.
Symbol: tw

### Struktura drzewna
Nowo-wydzielona struktura tkankowa, gdzie występuje duży udział nierozłożonego drewna w masie torfu amorficznego lub włuknistego. 
Symbol: tk

## Stopień wykształcenia struktury i wielkość agregatów
Odmiana struktury glebowej jest określana na podstawie stopnia ukształtowania i trwałości struktury w glebie. Wydziela się cztery stopnie strukturalności: 

### Struktura bezagregatowa
Nie jest możliwe makroskopowe dostrzeżenie ani agregatów, ani wyraźnych linii odspojenia. Gdy materiał jest sypki strukturę określamy jako rozdzielnoziarnistą, gdy materiał jest zwięzły – jako spójną (określenie „gleba bezstrukturalna” jest błędne).
Symbol: 0

### Struktura agregatowa słaba
Słabo wykształcone agregaty są ledwo widoczne w profilu. W trakcie rozkruszania (w dłoni lub rzucony na gładką powierzchnie z ok. 1 m) materiał rozpada się na mieszaninę niewielu trwałych agregatów, pewną ilość agregatów nietrwałych i przeważającej ilości materiału bezagregatowego. 
Symbol: 1

### Struktura agregatowa średniotrwała
(funkcjonuje również zapis: struktura agregatowa średnio trwała) Agregaty są dobrze ukształtowane lecz nie dają się wyróżnić w nierozkruszonej glebie (czyli w wyrównanej ścianie odkrywki). Przy rozkruszaniu (w dłoni lub rzucony na gładką powierzchnie z ok. 1 m) materiał rozpada się na mieszaninę wielu trwałych agregatów, pewną ilość nietrwałych agregatów i niewiele materiału bezagregatowego.
Symbol: 2

### Struktura agregatowa trwała
Agregaty są trwałe i wyraźnie widoczne nawet bez rozkruszania (np. w ścianie odkrywki). Słabo przylegają do siebie i opierają się rozkruszaniu. Rozkruszanie materiału (w dłoni lub rzucony na gładką powierzchnie z ok. 1 m) powoduje w większości pozostanie naturalnych, stabilnych agregatów, niewielkiej ilości rozkruszonych agregatów i bardzo małej ilości materiału bezagregatowego.
Symbol: 3

### Wielkość agregatów
Wielkość elementów strukturalnych, inaczej klasę wielkości agregatów, określa się jako rodzaj struktury.
| Wielkość agregatów | Typ struktury                    | Typ struktury          | Typ struktury | Typ struktury                   | Typ struktury       |
| ------------------ | -------------------------------- | ---------------------- | ------------- | ------------------------------- | ------------------- |
| Wielkość agregatów | koprolitowa gruzełkowa ziarnista | angularna subangularna | bryłowa       | pryzmatyczna słupowa soczewkowa | płytkowa skorupkowa |
| Wielkość agregatów | Średnica/grubość agregatów w mm  |                        |               |                                 |                     |
| bardzo drobne (bd) | <1*                              | <5*                    | -             | <10*                            | <1**                |
| drobne (d)         | 1-2                              | 5-10                   | <50*          | 10-20                           | 1-2                 |
| średnie (s)        | 2-5                              | 10-20                  | 50-100        | 20-50                           | 2-5                 |
| grube (g)          | 5-10                             | 20-50                  | 100-250       | 50-100                          | 5-10                |
| bardzo grube (bg)  | >10                              | >50                    | >250          | >100                            | >10                 |

* Dotyczy najmniejszego wymiaru agregatu
** Dotyczy grubości płytek/soczewek
Strukturę gleby nazywa się podając najpierw wielkość, potem kształt, na końcu trwałość dominujących agregatów, np. struktura średnia gruzełkowa trwała. Opisując strukturę symbolami podaje się w kolejności: typ-stopień wykształcenia-wielkość, np. gr-3-s. Jeżeli występują różne typy agregatów w podobnym nasileniu można je zapisać używając +, np. gr+ko. Jeżeli w obrębię większych agregatów jednego typu występuje inna struktura to można to zapisać używając /, np. pr/dp.